# (200285) 1999 YF12
(200285) 1999 YF12 es un asteroide perteneciente al cinturón de asteroides descubierto el 27 de diciembre de 1999 por el equipo del Spacewatch desde el Observatorio Nacional de Kitt Peak, Arizona, Estados Unidos.

## Designación y nombre
Designado provisionalmente como 1999 YF12.

## Características orbitales
1999 YF12 está situado a una distancia media del Sol de 2,806 ua, pudiendo alejarse hasta 3,046 ua y acercarse hasta 2,566 ua. Su excentricidad es 0,085 y la inclinación orbital 1,400 grados. Emplea 1717,30 días en completar una órbita alrededor del Sol.

## Características físicas
La magnitud absoluta de 1999 YF12 es 16,3. 